# 人民言论报
人民言论报  是乌兹别克斯坦境內出版的俄语和烏茲別克語报纸。它由政府和議會合辦，報社總部位於塔什干。安瓦尔·朱拉巴耶夫曾在1990年代中期擔任該報紙的主編。